# Wen Jiabao
Wen Jiabao (wym. [wə́n t͡ɕjápɑ̀ʊ̯]; chiń. upr. 温家宝; chiń. trad. 溫家寶; pinyin Wēn Jiābǎo, ur. 15 września 1942 w Tiencinie), chiński polityk narodowości Han, premier Chińskiej Republiki Ludowej od 16 marca 2003 do 15 marca 2013 roku, członek Stałego Komitetu Biura Politycznego KC KPCh XVI i XVII kadencji.

## Edukacja
Wen Jiabao pochodzi z Tiencinu, jego rodzice byli nauczycielami, rodzina była dobrze sytuowana, a wychowanie surowe. W 1954 r. dostał się do szkoły średniej Nankai w Tiencinie. W latach 1960–1965 studiował Analizę Geologiczną i Poszukiwanie Złóż Naturalnych na Wydziale Geologii i Minerałów Pekińskiego Instytutu Geologii (dziś: Chiński Uniwersytet Geologiczny). W 1968 r. ukończył podyplomowe studia z dziedziny tektoniki na tej uczelni.

## Kariera polityczna
Wen Jiabao do Komunistycznej Partii Chin (KPCh) wstąpił w 1965. W latach 1968–1978 pracował jako technik w Brygadzie Geomechanicznej Biura Geologicznego Prowincji Gansu. Odpowiedzialny był za Sekcję Polityczną Brygady, w latach 1978-1979 był stałym członkiem komitetu partii przy Brygadzie i zastępcą jej kierownika. Od 1979 do 1982 r. był wicedyrektorem departamentu Biura Geologicznego Prowincji Gansu, a w latach 1981-1982 wicedyrektorem Biura. W listopadzie 1982 r. po czternastu latach spędzonych w Gansu wrócił do Pekinu i do 1983 r. pracował w Biurze Badania Strategii i Przepisów Prawnych Ministerstwa Geologii i Zasobów Naturalnych. W 1983 został wiceministrem geologii i zasobów naturalnych. Urząd ten zajmował do 1985.
W 1985 r. objął urząd wicedyrektora, a rok później awansował na dyrektora Biura Organizacyjnego KC KPCh. Na tym stanowisku pozostał do 1993 r. mimo zmieniających się sekretarzy generalnych KPCh: gdy zaczynał pełnić urząd sekretarzem generalnym był Hu Yaobang, w 1987 r. zastąpił go Zhao Ziyang, natomiast w 1989 r. rozpoczęła się kadencja Jiang Zemina. W karierze nie przeszkodziła mu także obecność na placu Tian’anmen 19 maja 1989 r., kiedy stał u boku Zhao Ziyanga wygłaszającego do protestujących studentów pojednawcze w tonie przemówienie. To wystąpienie zakończyło się dla Zhao pozbawieniem go wszystkich pełnionych stanowisk i aresztem domowym, natomiast dla Wena Jiabao pozostało bez konsekwencji.
W 1987 r. został także zastępcą sekretarza Sekretariatu KC, a w 1992 r. sekretarzem Sekretariatu KC (do 2002 r.) i zastępcą członka Biura Politycznego KC (do 1997 r.). W 1997 r. wszedł do Biura Politycznego KC, a w 1998 r. objął urząd wicepremiera Rady Państwowej i wiceprzewodniczącego Małej Grupy ds. Rolnictwa. Jiang Zemin powierzył mu także stanowisko sekretarza Roboczego Komitetu KC ds. Finansów, jego kompetencje w tym okresie obejmowały też dziedziny takie jak nauka i technika, zapobieganie powodziom i pomoc ich ofiarom, rozwój miast. Zapamiętany został jego szeroko relacjonowany w państwowej telewizji udział w akcji mającej na celu walkę ze skutkami powodzi, które nawiedziły dolinę Jangcy i północno-wschodnie prowincje Chin w 1998 r. Także w 1998 r. objął urząd sekretarza Centralnej Komisji Finansowej (do 2003 r.), organu powołanego do kontroli bankowości, papierów wartościowych, ubezpieczeń oraz m.in. banku centralnego i 27 najważniejszych państwowych przedsiębiorstw finansowych w Chinach, rozwiązanego w 2003 r. W 2002 r. Wen Jiabao został trzecim rangą członkiem Stałego Komitetu Biura Politycznego KC (do listopada 2012 r.). Od 16 marca 2003 r. do 15 marca 2013 r. pełnił funkcję premiera Rady Państwowej i przewodniczącego Małej Grupy ds. Finansów i Ekonomii, a od 2010 r. dyrektora Państwowej Komisji Energetycznej.

## Premier
W marcu 2003 w Chinach doszło do przekazania władzy nowemu przewodniczącemu ChRL Hu Jintao. Wen Jiabao został wówczas wyznaczony przez partię na stanowisko premiera. 16 marca 2003 nominację zatwierdziło w głosowaniu Ogólnochińskie Zgromadzenie Przedstawicieli Ludowych (parlament), w którym Wen Jiabao zyskał 99% głosów poparcia.
Jako premier Wen Jiabao nadzorował dalszy rozwój gospodarczy Chin, który miał teraz dokonywać się już nie za wszelką cenę, ale w sposób bardziej zrównoważony, aby niwelować różnice w poziomie rozwoju różnych regionów i zmniejszać finansowe rozwarstwienie społeczne. Celem miał być stan tzw. xiaokang (chiński: 小康; pinyin: xiǎokāng), czyli powszechnego umiarkowanego dobrobytu. Wen postrzegany był jako chiński reformator, stawiający sobie za cel utrzymanie i wzmacnianie rozwoju gospodarczego. Rząd pod jego przewodnictwem skupił się również w większym stopniu na sprawach społecznych, zdrowotnych, edukacyjnych oraz ochronie środowiska.
Wen dał się poznać jako premier działający osobiście w sytuacjach kryzysowych. Jako jeden z pierwszych czołowych chińskich polityków po raz pierwszy zwrócił większą uwagę na problemy opieki zdrowotnej. W kwietniu 2003 r. przerwał milczenie chińskich urzędników na temat epidemii SARS, w publicznym przemówieniu 14 kwietnia przyznał, że jest to poważny problem i odwiedził Hongkong, gdzie sytuacja była szczególnie ciężka, po czym zaangażował się w działania, mające doprowadzić do zakończenia epidemii. W marcu tego samego roku premier odwiedził już dotknięty trzęsieniem ziemi Xinjiang, a w listopadzie publicznie poruszył problem epidemii AIDS, szerzącej się szczególnie w prowincjach Junnan i Henan. Ponadto w Światowy Dzień AIDS osobiście odwiedził chorych w jednym z pekińskich szpitali.
Rząd Wena Jiabao zajął się także rozwojem obszarów wiejskich. Na sesji plenarnej Ogólnochińskiego Zgromadzenia Przedstawicieli Ludowych w 2006 r. zaprezentował Program tzw. Trzech Kwestii Wiejskich („rolnictwa, wsi i rolników”), odnoszący się do rozwoju rolnictwa, rozwoju infrastruktury obszarów wiejskich oraz podniesienia poziomu życia ludności wiejskiej. W 2006 r. rząd zniósł także obowiązkowy podatek rolny.

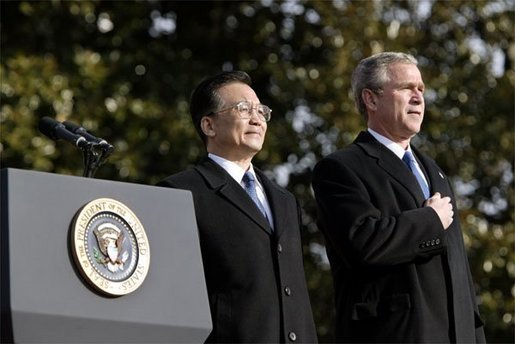
Wen Jiabao z prezydentem George’em W. Bushem, 2003

Wen odbył liczne podróże do najważniejszych państw świata, m.in. w grudniu 2003 po raz pierwszy udał się do USA. W późniejszym czasie odwiedził też m.in. Kanadę, Indie i Australię, omawiając głównie kwestie gospodarcze i handlowe. Złożył także wizytę w Japonii służącą ociepleniu wzajemnych stosunków.
W 2005 r. uchwalono ustawę przeciwko podziałowi państwa, która dopuszczała użycie środków innych niż pokojowe w celu przyłączenia Tajwanu do ChRL. Przy tej okazji Wen powiedział: „Rozwiązanie kwestii tajwańskiej to wyłącznie kwestia wewnętrznej polityki Chin i nie będziemy tolerować interwencji innych państw. Mamy nadzieję, że nie dojdzie do takiej interwencji, ale się jej nie boimy.”
W 2006 r. wykryto skandal korupcyjny w Szanghaju polegający na sprzeniewierzeniu przez lokalnych urzędników ogromnej sumy pochodzącej z funduszu ubezpieczeniowego. Najważniejszym urzędnikiem, który stracił stanowisko w wyniku wykrycia skandalu, był Chen Liangyu, sekretarz szanghajskiego komitetu KPCh. Chen, który wyrażał często niepochlebne opinie o rządzie Hu Jintao i Wena Jiabao, należał do tzw. „szanghajskiej kliki”, czyli protegowanych byłego sekretarza generalnego KPCh Jiang Zemina postrzeganych jako konkurencja dla stronnictwa, do którego należą Hu Jintao i Wen Jiabao.
W 2007 r. rządowa agencja informacyjna Xinhua opublikowała artykuł Wena „O historycznych zadaniach pierwszego okresu socjalizmu i kilku problemach polityki zagranicznej Chin” szeroko komentowany ze względu na zawarte w nim odniesienia do tzw. uniwersalnych wartości (m.in. nauka, demokracja, prawa człowieka, wolność). Było to stanowisko sprzeczne z doktryną KPCh, utrzymującą rozróżnienie wartości zachodnich i chińskich.
W styczniu 2008 r. Chiny zmagały się z wielkimi opadami śniegu. Także w tym przypadku premier Wen udał się na miejsce katastrofy, do Hunanu, gdzie płakał wyrażając współczucie dla ludzi uwięzionych na stacji kolejowej.
16 marca 2008 Wen Jiabao został wybrany szefem rządu na kolejną pięcioletnią kadencję przez Ogólnochińskie Zgromadzenie Przedstawicieli Ludowych XI kadencji. Do jego zadań należały: organizacja Igrzysk olimpijskich w Pekinie w 2008 r., zmierzenie się ze skutkami kryzysu gospodarczego, walka z inflacją i z różnicami w rozwoju ekonomicznym różnych regionów Chin.
W marcu w Tybecie wybuchły rozruchy stłumione przez chińską policję. Wen Jiabao winę przypisał Dalajlamie i stwierdził, że celem tych zamieszek miało być utrudnienie organizacji igrzysk.
W maju 2008 premier Wen Jiabao i jego gabinet zaangażowali się w pomoc ofiarom tragicznego trzęsienia ziemi w prowincji Syczuan. Wen Jiabao stanął na czele Komitetu Pomocy ds. Trzęsienia Ziemi, a rząd ogłosił trzydniową żałobę narodową. Premier pojawił się na miejscu niecałe dwie godziny po zdarzeniu, odniósł lekkie obrażenia i odmawiał poddania się leczeniu, pocieszał sieroty i zapracował na liczne głosy poparcia w Internecie.
Wen do dziś uchodzi w Chinach za polityka bliskiego ludziom, nazywany bywa „dziadkiem Wenem”. Próbę podważenia tego wizerunku podjął w wydanej w 2010 r. w Hongkongu książce „Wen Jiabao, gwiazda chińskiego aktorstwa” pisarz dysydent Yu Jie. Ubolewa on nad brakiem wolności słowa w Chinach i nawołuje do krytyki rządów unikających reform Hu i Wena. Według niego przyjazne gesty Wena są jedynie grą obliczoną na ocieplenie wizerunku partii.
W lutym 2009 r. przed Ogólnochińskim Zjazdem Przedstawicieli Ludowych premier Wen wziął udział w czacie internetowym, w którym odpowiadał na pytania internautów, co odbiło się szerokim echem w Chinach. Podczas konferencji prasowej 13 marca po drugiej sesji zjazdu Wen zapowiedział osiągnięcie 8% wzrostu gospodarczego w 2009 r. Padło wówczas również znane zdanie na temat Tajwanu: „Co prawda mam już 67 lat, ale gdybym miał taką możliwość [odwiedzenia Tajwanu], to nawet gdybym nie mógł już chodzić, chętnie bym się przyczołgał.”
W październiku 2009 r. Wen złożył wizytę w Korei Północnej, jako pierwszy premier Chin od Li Penga, który odbył oficjalną podróż do Korei w 2000 r. W listopadzie spotkał się z przywódcami UE i odbył rozmowy na tematy gospodarcze. W grudniu wziął także udział w Konferencji Narodów Zjednoczonych w sprawie Zmian Klimatu w Kopenhadze. Istotne wydają się jego próby zacieśniania kontaktów z państwami afrykańskimi. Premier Wen odwiedził osobiście takie kraje jak: Egipt, Ghana, Kongo, Angola, RPA, Tanzania i Uganda. W sumie podpisał 71 umów handlowych, dotyczących przede wszystkim wsparcia Chin dla rozwoju tamtejszej infrastruktury, opieki medycznej i szkoleń technicznych.
Wen jest żonaty i ma dwójkę dzieci: syna Wena Yunsonga i córkę Wen Ruchun. Jego żona Zhang Beili, z wykształcenia geolog, pracuje w branży jubilerskiej. W październiku 2012 r. New York Times opublikował artykuł, w którym opisany został majątek rodziny Wenów opiewający na 2,7 mld dolarów, obejmujący udziały w m.in. bankach, firmach jubilerskich i telekomunikacyjnych i w korporacji ubezpieczeniowej Ping An, oraz jej powiązania z chińskimi potentatami finansowymi. Artykuł wywołał skandal, pojawiły się też opinie, że mógł powstać z inspiracji wrogich wobec Wena popleczników Bo Xilaia.
Po 18 zjeździe KPCh Wen Jiabao przestał być członkiem Stałego Komitetu Biura Politycznego KC, a 15 marca 2013 roku zastąpiony został na stanowisku premiera przez Li Keqianga.